# Caravansérail de Chah Abbasi
Le caravansérail de Chah Abbasi (en persan : کاروانسرای شاه‌عباسی (بیستون) )  date de la période des Séfévides (XVIe siècle-XVIIe siècle) en Iran et est situé à Bisotoun (en) dans la province de Kermanchah، Le 13 mai 1353 (Hégire), il a été repris dans la 
liste des monuments nationaux d'Iran sous le n° 974  Il appartient aujourd'hui à la Société de développement touristique de la province de Kermanchah et est utilisé comme hôtel 5 étoiles traditionnel.

## Changement d'utilisation en hôtel
En 2013, les travaux de modification de l'utilisation du caravansérail Chah Abbasi ont commencé sous la direction de la société de développement touristique de la province de Kermanchah. Il est devenu  un hôtel 5 étoiles labelisé International Lalla Hotels Group. Le coût de l'opération s'est élevé à trois milliards de tomans. L'exploitation a débuté en 2015 sous la direction de la société de développement touristique d'Iran. Puis, en 2017, c'est la province de Kermanchah qui s'est vu confier la gestion et l'entretien de l'hôtel
L'hôtel dispose d'une superficie de 6 000 mètres et d'une capacité de 100 personnes dans 20 unités de réception

## Galerie

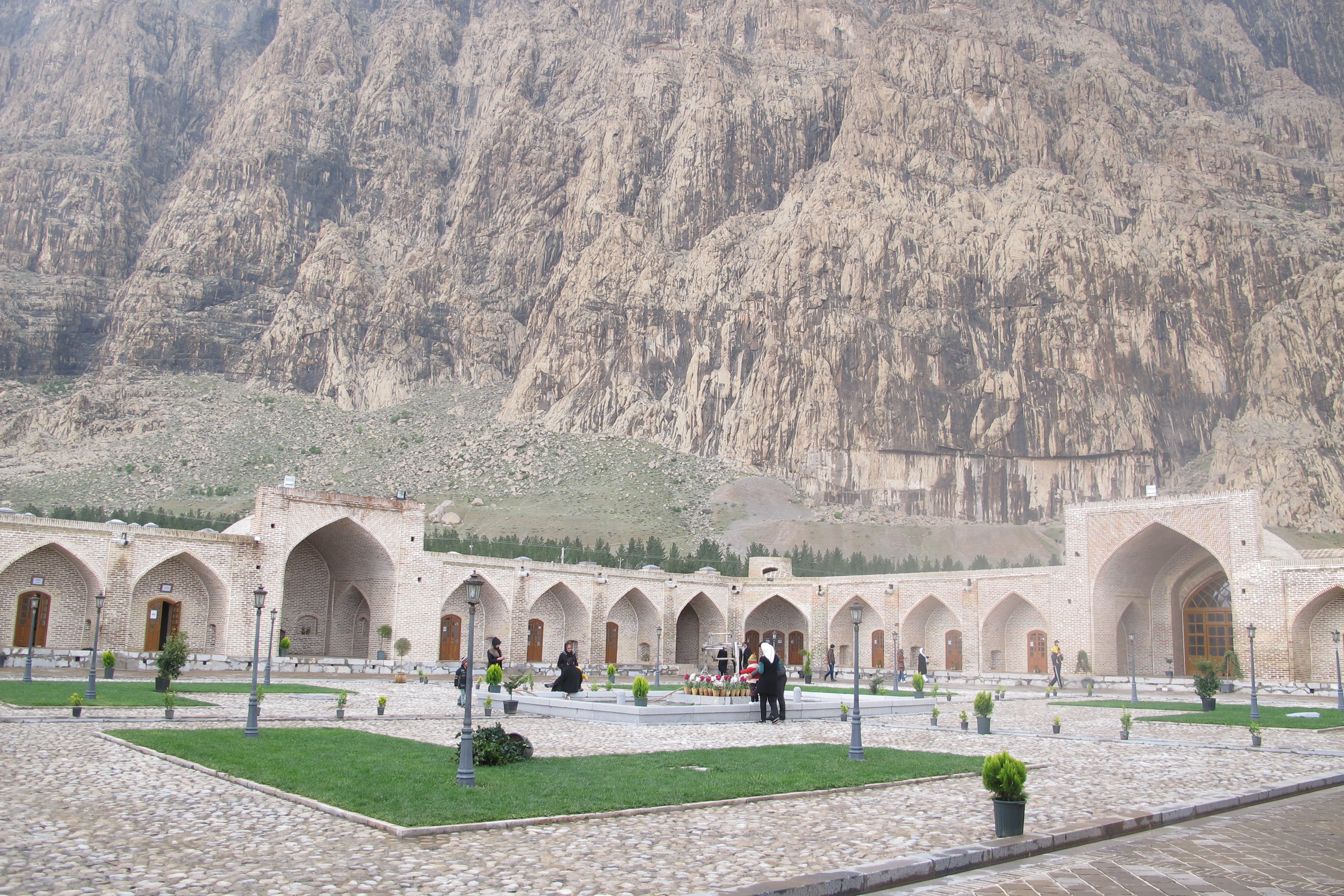
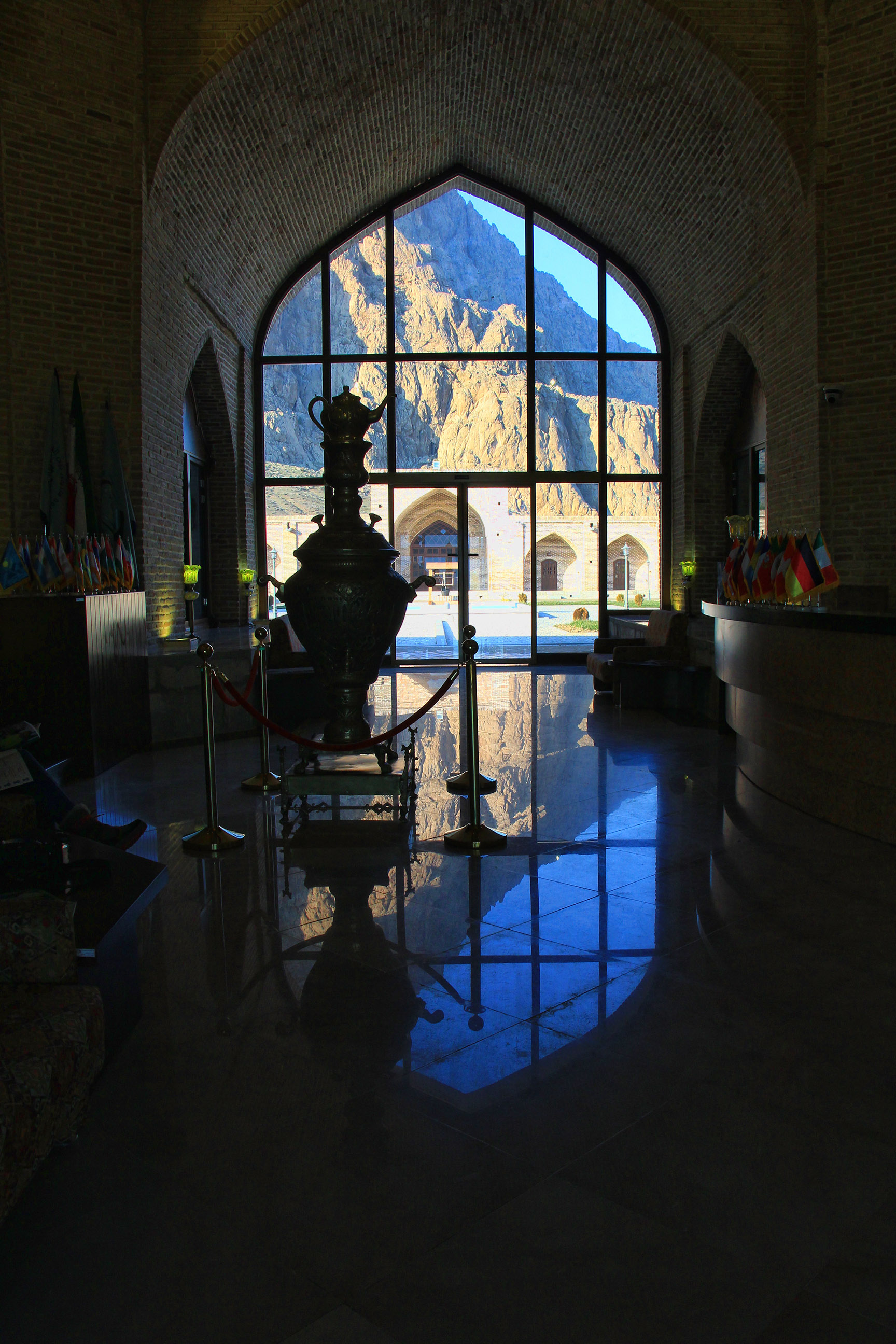
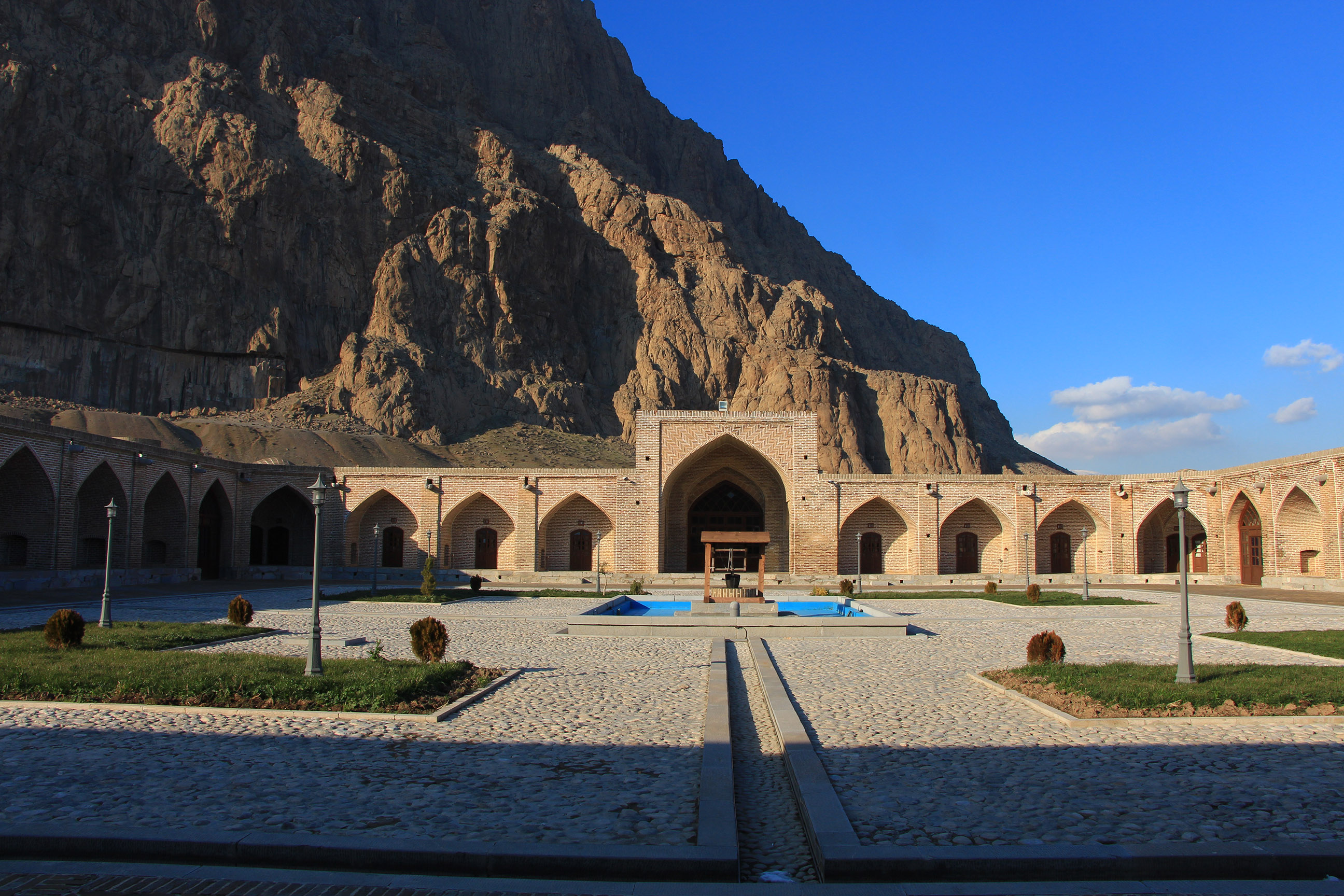
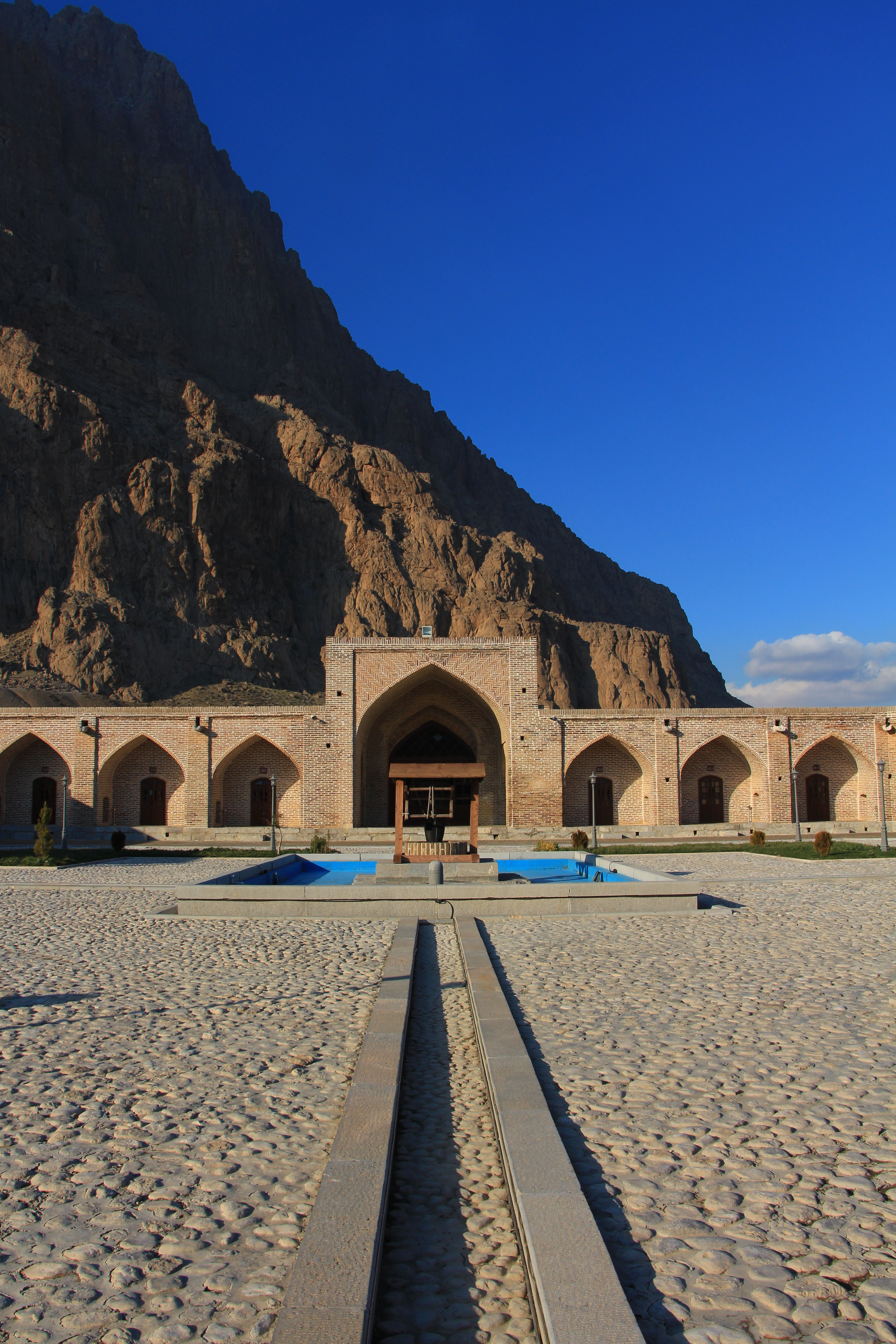
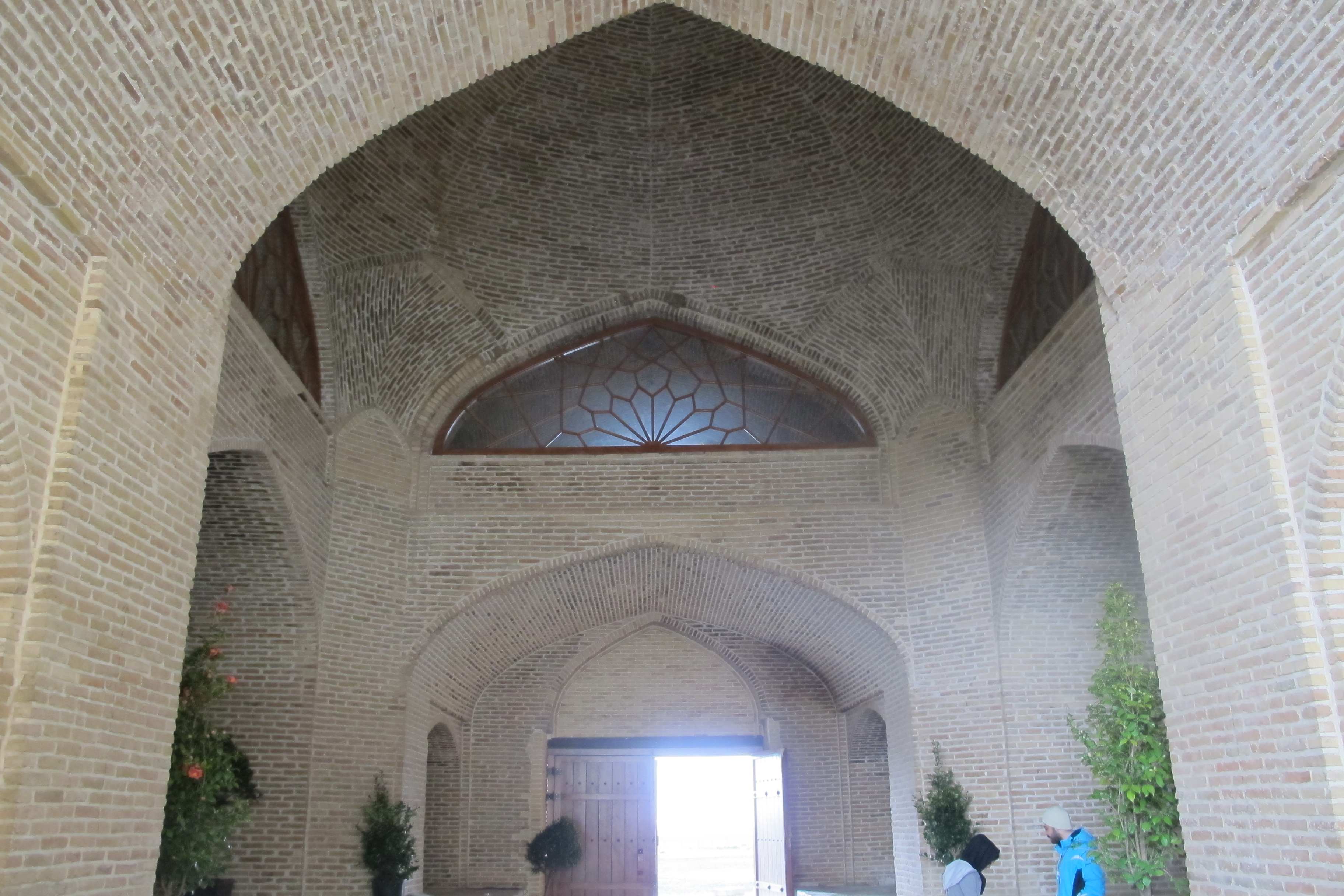
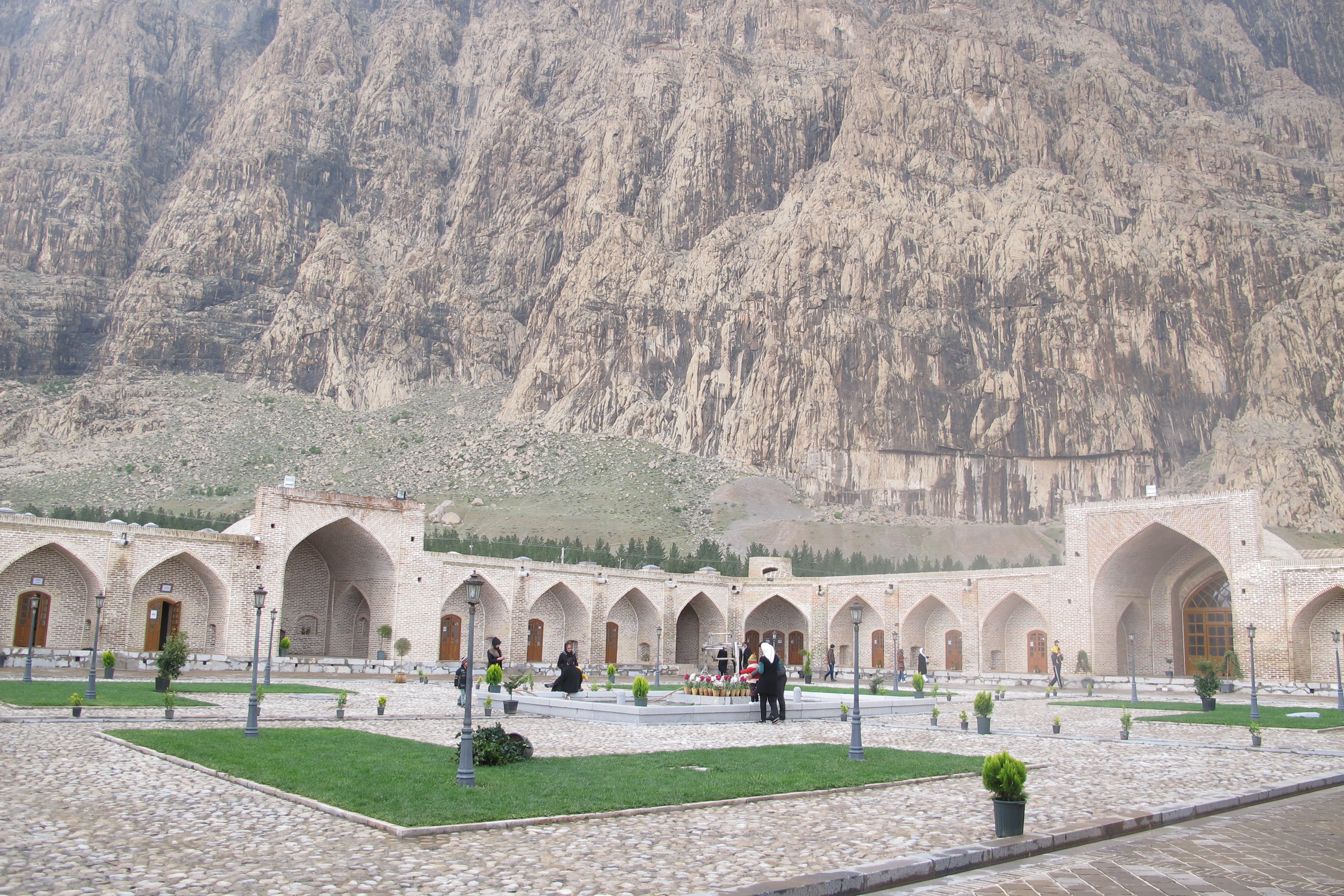
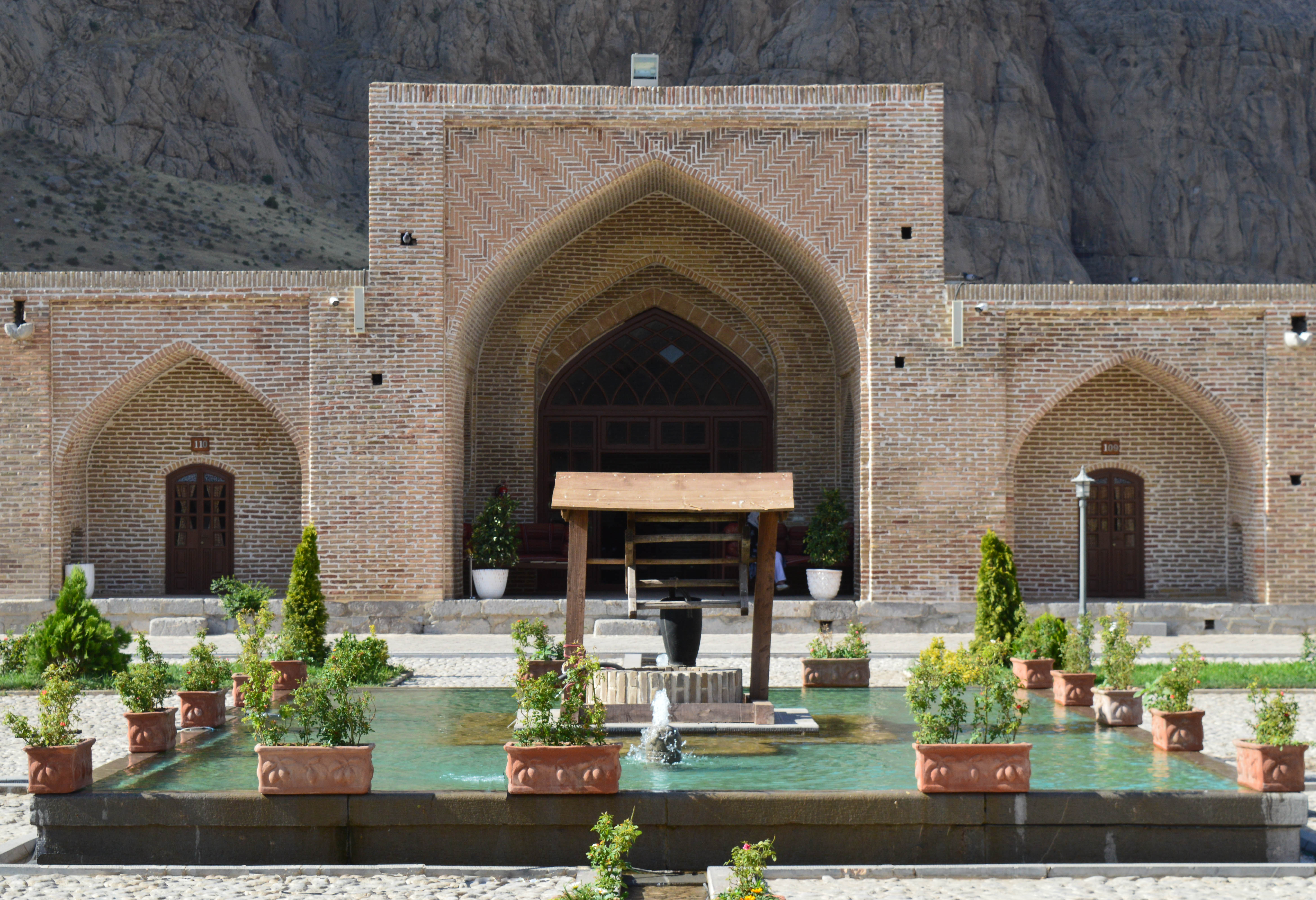
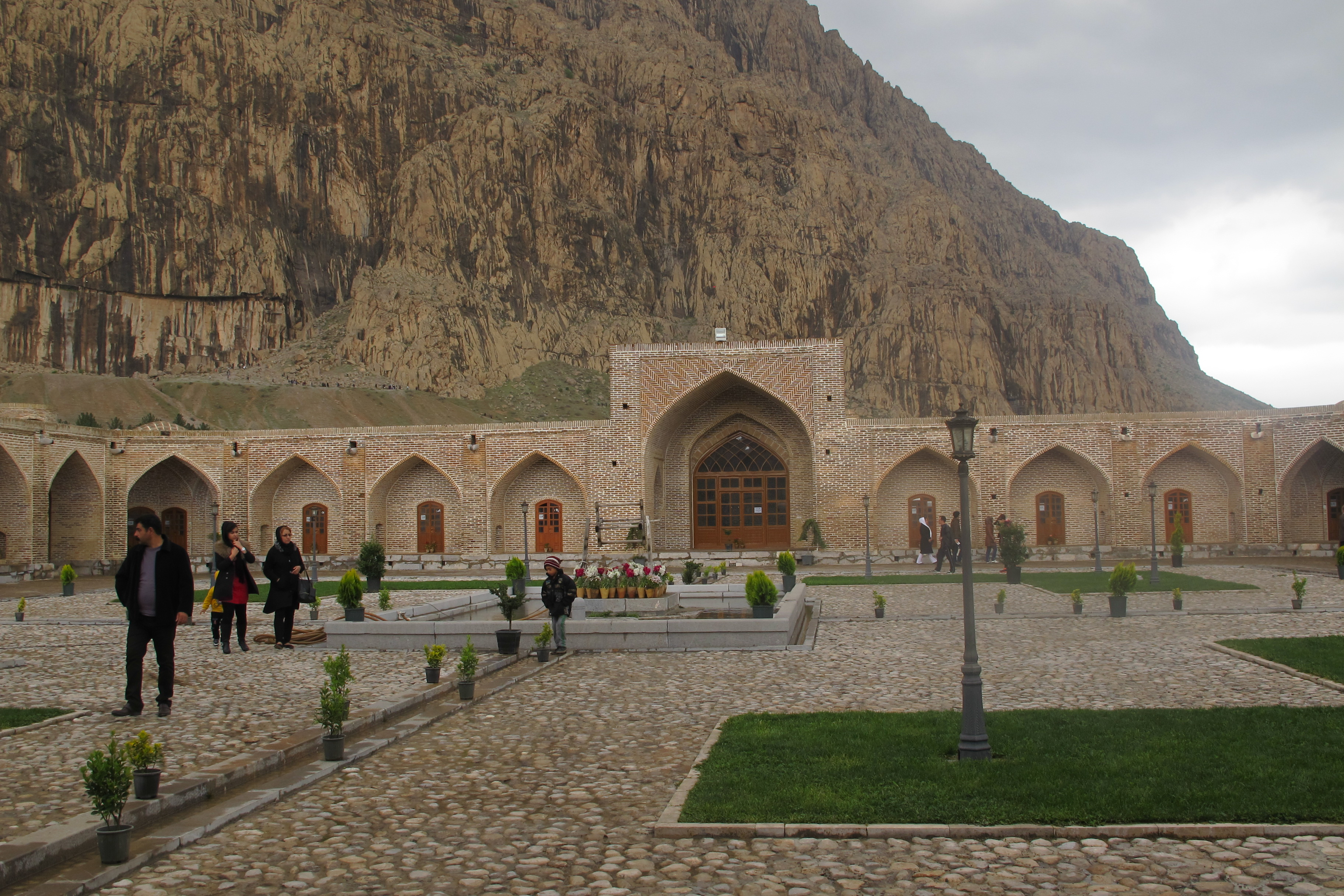
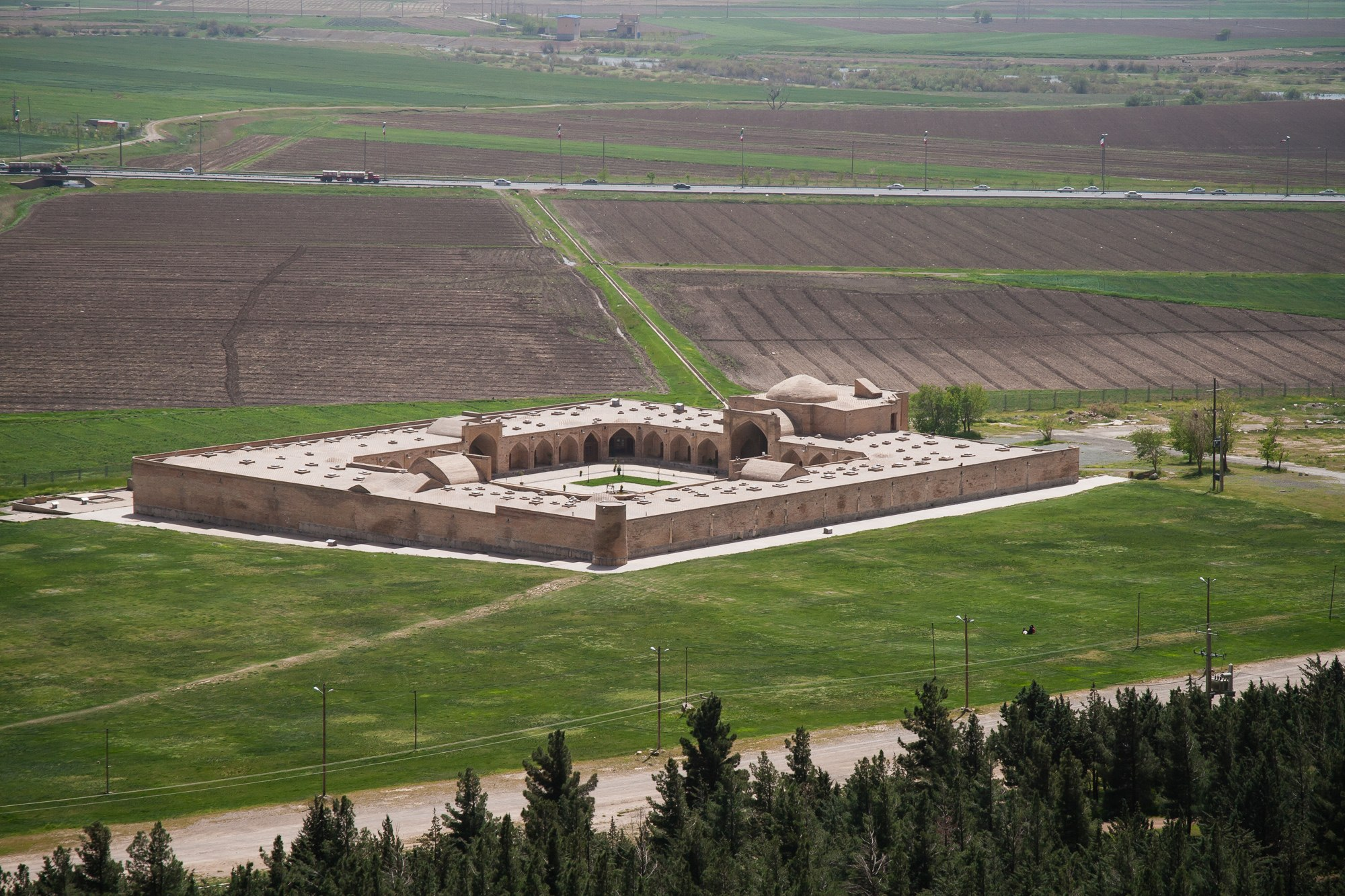